# The Mirage
The Mirage is een hotel en casino op de Strip in Las Vegas, Nevada, Verenigde Staten. Het hotel en casino is op 22 november 1989 geopend en is eigendom van MGM Resorts International. Het gebouw is ontworpen door Joel Bergman in opdracht van Steve Wynn.
De Mirage heeft in totaal 3.044 kamers verspreid over dertig verdiepingen. Het casino heeft een oppervlakte van 9.300 m² en er zijn verschillende eetgelegenheden. Daarnaast staat het hotel en casino bekend om de LOVE show, de Terry Fator shows, het dolfijnen verblijf, de geheime tuinen en de Mirage Vulcano.

## Geschiedenis

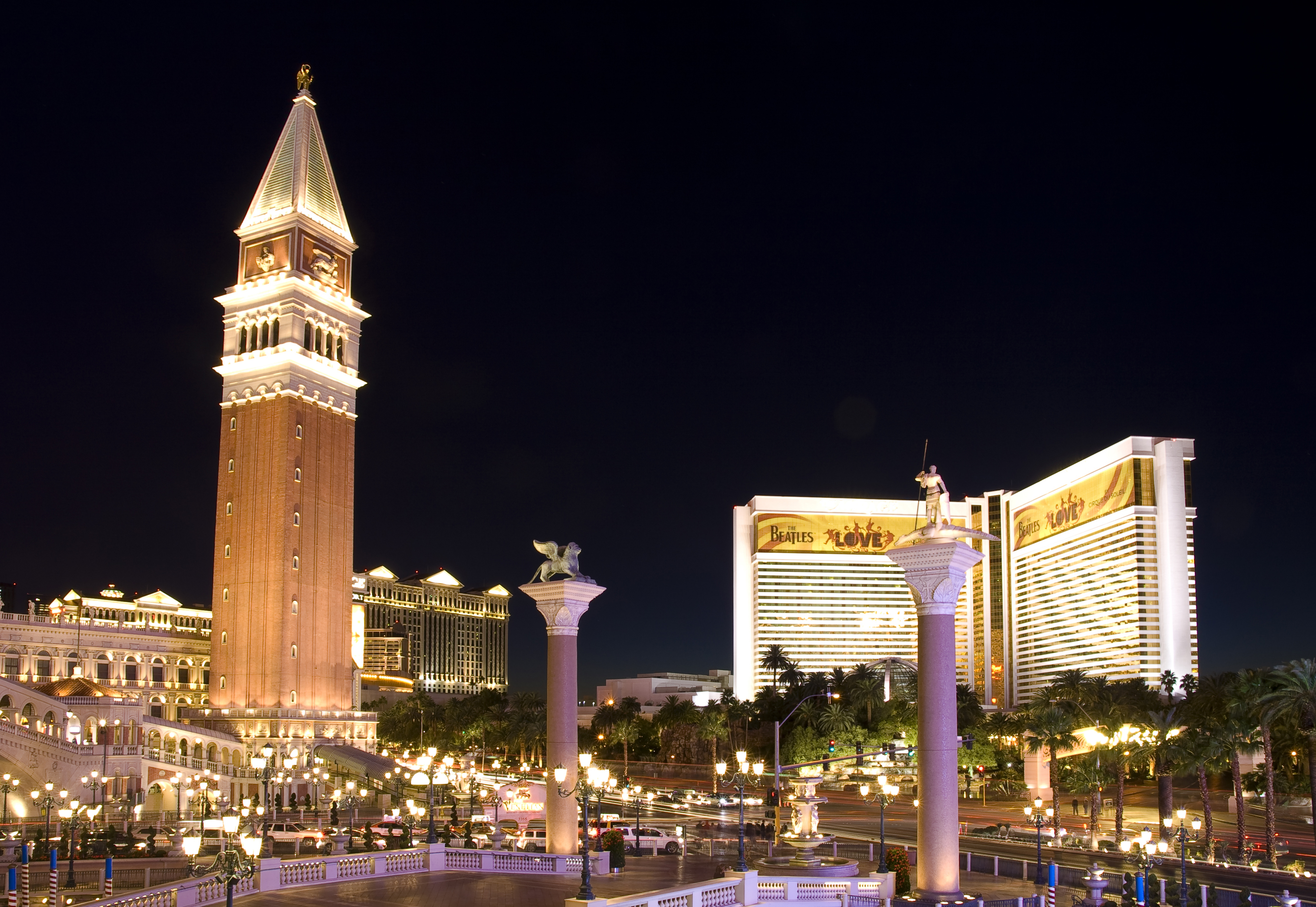
The Mirage 's nachts.

In de jaren 90 werd het hotel en casino in opdracht van Steve Wynn ontworpen door Joel Bergman. Het gebouw werd gebouwd op de locatie van het voormalige Castaways casino en werd geopend op 22 november 1989. Bij de bouw was The Mirage het duurste hotel ooit. De totale constructiekosten waren 630 miljoen dollar. Met de bouw van het hotel en casino wist Steve Wynn een negatieve spiraal om te draaien. Waar Las Vegas bezoekers verloor omdat het gokken in andere steden opkwam. Wist Steve Wynn met The Mirage een voorbeeld te geven voor veranderingen in Las Vegas.
Sinds 1990 stond het hotel en casino bekend om de shows van het Amerikaanse (oorspronkelijk Duitse) illusionistenduo Siegfried & Roy die tot en met 2003 optraden in The Mirage. Tijdens de shows werd illusionisme gecombineerd met het gebruik van witte tijgers en leeuwen. Er kwam een einde aan de show toen Roy Horn gewond raakte na een ongeluk met een van de dieren.
In 1993 werd de Nouvelle Expérience show van Cirque du Soleil gedaan in een tent op de parkeerplaats van het hotel. Dit zette eigenaar Steve Wynn ertoe om Cirque du Soleil te vragen een show te creëren voor het te bouwen theater in het naast gelegen Treasure Island. Deze show, Mystère, werd uiteindelijk de inspiratie om ook een vaste show in The Mirage te krijgen. Deze permanente show werd uiteindelijk LOVE.
Danny Gans nam in 2004 de plek over van de Siegfried en Roy show die gestopt waren. De zanger en komiek deed shows in The Mirage tot 2009. Gans vertrok toen naar het Encore om daar in een nieuwe show te spelen. Hij werd vervangen door de Amerikaanse buikspreker en winnaar van America's Got Tallent 2007, Terry Fator, die een vijfjarig contract kreeg.
Voor het eerst, in december 2006, werd Cirque du Soleil betrokken bij het ontwikkelen van een bar/nachtclub. Dit project werd ontwikkeld en onderhouden door de The Light Group. De Beatles-gethematiseerd REVOLUTION ultra-lounge opende zijn deuren in december 2006. In 2010 werd bekendgemaakt dat Cirque du Soleil zal werken aan een show over Michael Jackson. De show werd geopend eind 2012.
In December 2021 werd het hotel en casino door MGM Resorts International verkocht aan  Hard Rock International voor 1.1 miljard dollar. Hard Rock is van plan een gitaarvormig hotel te bouwen op de huidige locatie en gaat op zoek naar een nieuwe naam.

## Ligging

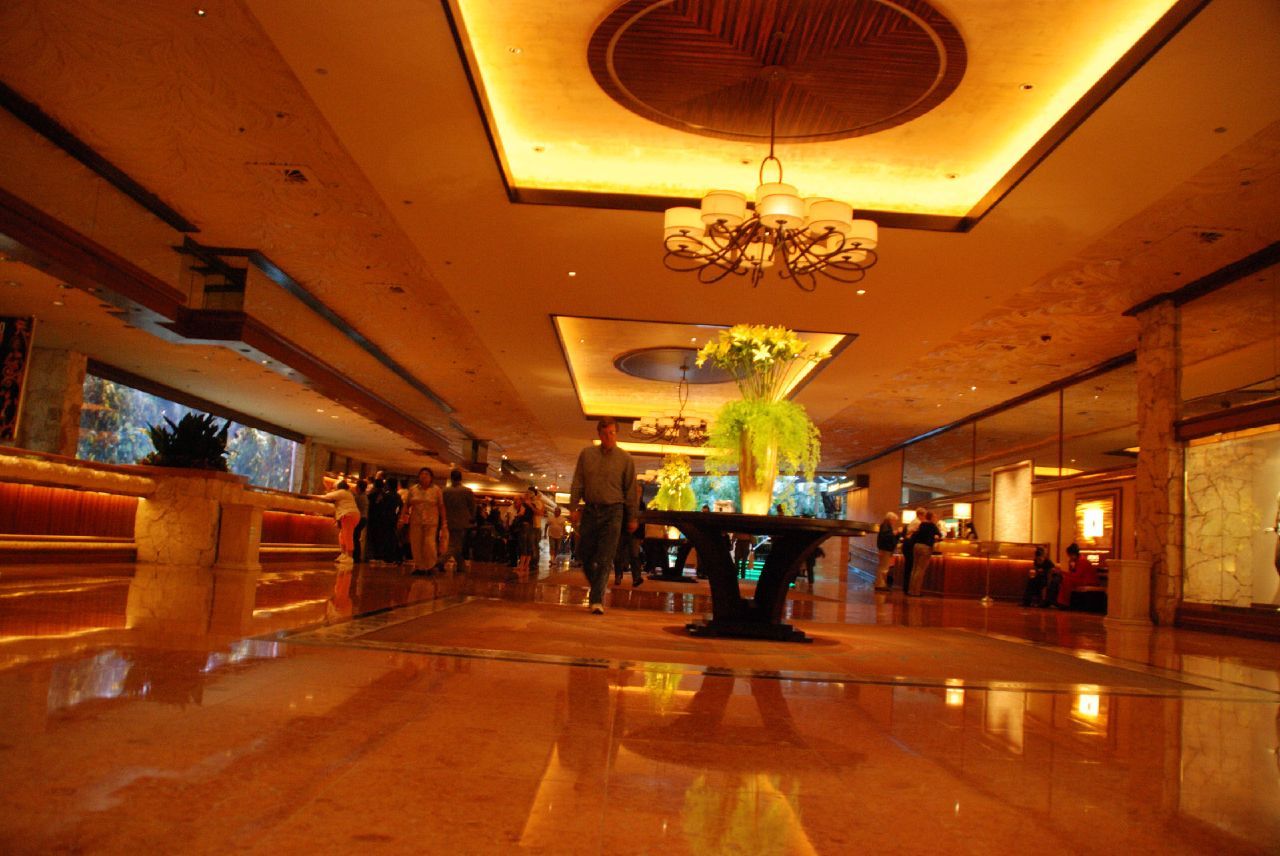
De lobby van het hotel en casino.

Het hotel en casino ligt aan de Las Vegas Boulevard in Las Vegas, Nevada, Verenigde Staten. The Mirage wordt geflankeerd door het Treasure Island aan de noordzijde en Caesars Palace aan de zuidzijde van het hotel. Tegenover The Mirage liggen, van noord naar zuid, The Palazzo, The Venetian, Casino Royale Hotel & Casino, Harrah's, The Linq en Flamingo.

## Ontwerp
Het hotel en casino is door Joel Bergman, in opdracht van Steve Wynn ontworpen in een stijl die lijkt op de jungle in Frans-Polynesië. Er zijn in totaal 3.044 kamers over dertig verdiepingen. Het hotel bestaat uit drie vleugels die samenkomen in het midden. De inhammen tussen de verschillende vleugels zijn gebruikt om de bezienswaardigheden, zoals de vulkaan, en het zwembad te plaatsen.
Het casino van The Mirage heeft een oppervlakte van 9.300 m² en is een casinoland. Tevens zijn er verschillende eetgelegenheden waaronder Japonais, STACK, Fin, kokomo's, Onda Ristorante & Wine Lounge en Samba Brazilian Steakhouse. Het hotel en casino staat door middel van een tram in verbinding met het Treasure Island.

## Bezienswaardigheden

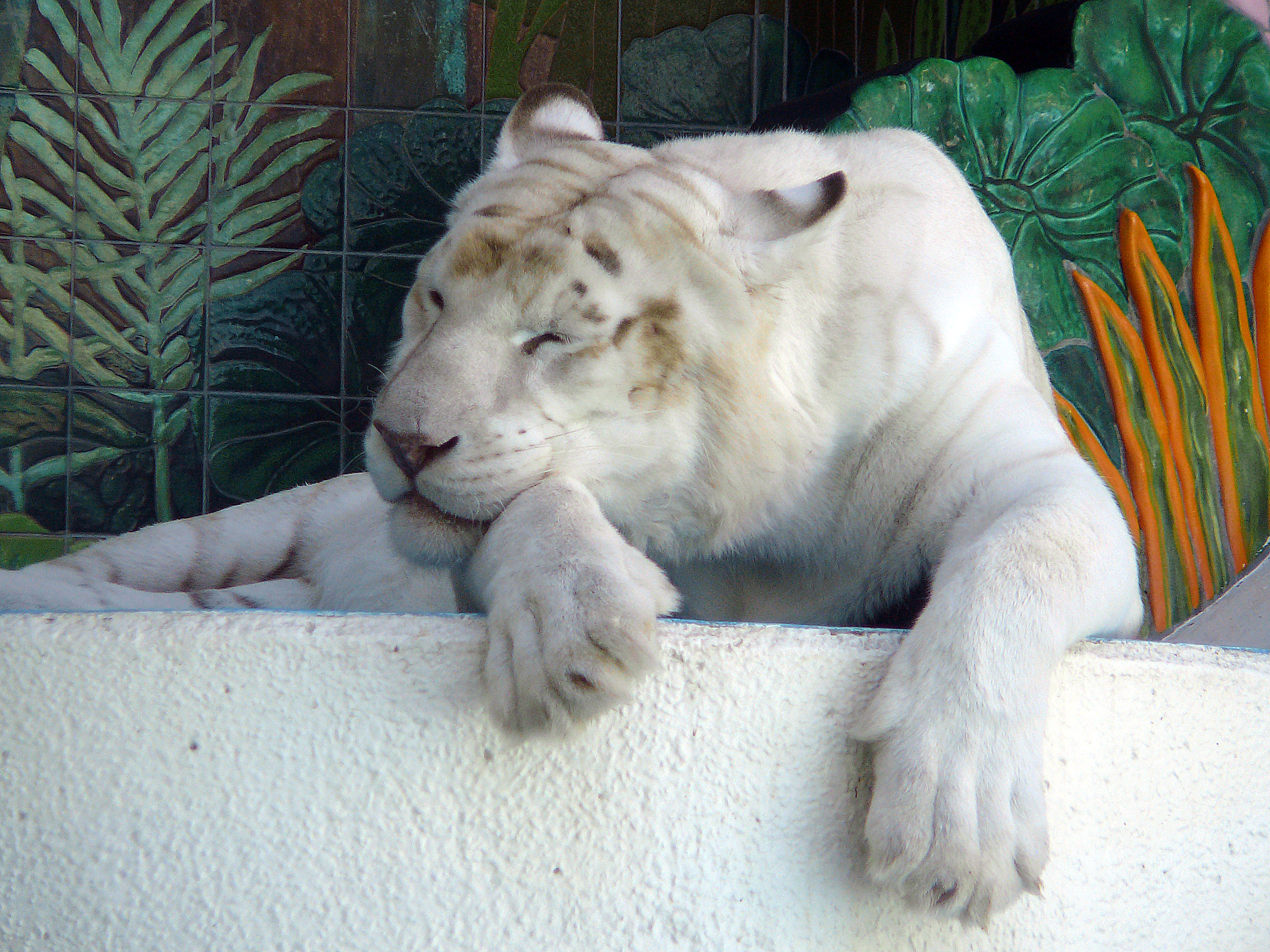
Een van de witte tijgers uit de Secret Garden.

### Entertainment
Lange tijd waren Siegfried & Roy de enige vorm van entertainment maar deze werden in de loop der tijd vergezeld door het Cirque du Soleil. De laatste heeft op dit moment de langstlopende show in het hotel en casino met hun show LOVE. Siegfried en Roy daarentegen stopte per direct nadat Roy was aangevallen door een van de wilde dieren waarmee ze werkte. Sinds het vertrek van Siegfried en Roy zijn er twee andere artiesten geweest. In eerste instantie was er de zanger en komiek Danny Gans die in 2004 de plek van Siegfried en Roy overnam. Deze stopte echter in 2009 toen hij een show ging geven in het Encore. Hij werd toen vervangen door de buikspreker Terry Fator, winnaar van America's Got Tallent 2007, die een vijfjarig contract kreeg tot 2014.

### Dolphin Habitat & Secret Garden
Overgebleven van het tijdperk waarin Siegfried en Roy nog optraden zijn zowel de Dolphin Habitat en de Secret Garden waarin in de wilde dieren vanuit de show leven in deze twee onderkomens. In de Secret Garden bevinden zich de witte leeuwen en tijgers uit de show en het Dolphin Habitat is de thuishaven voor de dolfijnen.

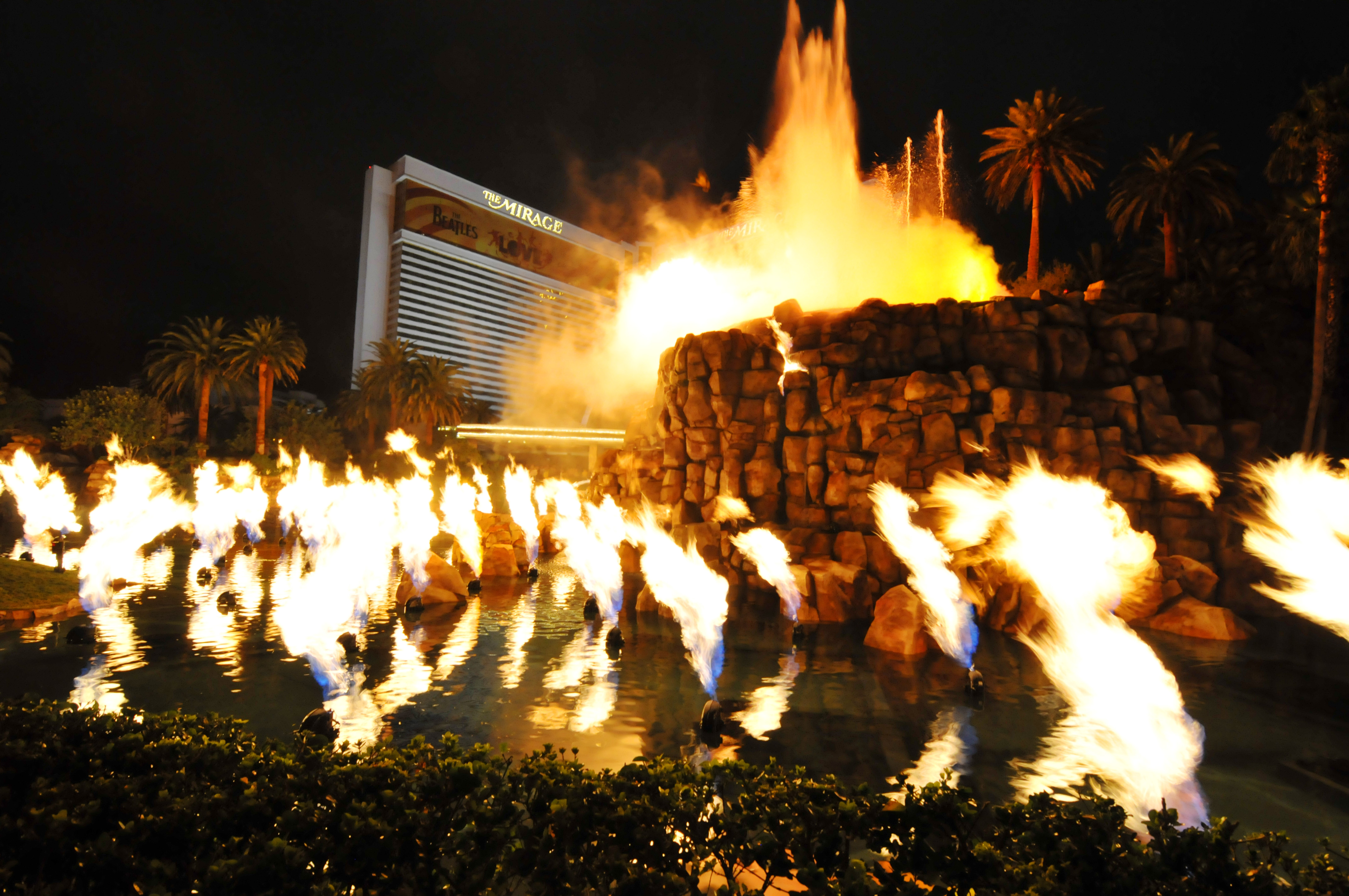
De Mirage vulkaan in werking.

### The Mirage Volcano
The Mirage Volcano is een door WET Design ontworpen siervulkaan aan de stripzijde van het hotel. Het is de grootste ingangsbeeld ter wereld en barst tussen 19:00 en 23:00 ieder uur uit. Vaak zorgt deze bezienswaardigheid voor opstoppingen op de Las Vegas Boulevard zodra er een uitbarsting op de planning staat.
Na de opening van het Bellagio heeft WET Design de technieken van de vulkaan aangepast waardoor deze nog spectaculairdere uitbarstingen had. Ook werd, om de stank uit de rook te krijgen, de stof thiol eruit gehaald en werd er een geur van pina colada aan toegevoegd. Een tweede renovatie gebeurde tussen februari 2008 en december 2008 waarbij het uiterlijk en de techniek nogmaals verbeterd werden. Ook werden de muziek en geluidseffecten bij de vulkaan vernieuwd. Op de nieuwe soundtrack is onder andere The Grateful Dead zanger Mickey Hart te horen. Daarnaast zijn ook geluiden van echte vulkanen toegevoegd.